# قزل‌آلای رنگین‌کمان کامچاتکا
قزل‌آلای رنگین‌کمان کامچاتکا (نام علمی: Oncorhynchus mykiss mykiss) نام یک زیرگونه از گونه قزل‌آلای رنگین‌کمان است.